# جراحة مخ استئصالية
جراحة المخ الاستئصالية (وتعرف أيضًا باسم علاج الإصابات الدماغية) هي استئصال جراحي يجرى بعدة طرق على نسيج الدماغ لعلاج الاضطرابات العصبية أو النفسية. والإصابات الناتجة عن هذا النوع من الجراحات غير قابلة للعلاج. هناك بعض النويات المستهدفة للجراحة الاستئصالية وتحفيز الدماغ العميق. تتمثل هذه النويات في المهاد الحركي والكرة الشاحبة والنواة تحت المهاد.
ظهرت جراحة المخ الاستئصالية لأول مرة على يد عالم الفسيولوجيا الفرنسي بيير فلورنس (Pierre Flourens) (1774-1867). إذ إنه أزال أجزاءً مختلفة من الجهاز العصبي من الحيوانات وراقب التأثيرات الناتجة عن إزالة أجزاء معينة. على سبيل المثال، إذا ما عجز أحد الحيوانات عن تحريك أحد أطرافه بعد إزالة جزء معين، فمن المفترض أن الجزء المزال يتحكم في حركات هذا الطرف. وأطلق على طريقة استئصال جزء من الدماغ «الاستئصال التجريبي» وباستخدام الاستئصال التجريبي، زعم فلورنس أنه عثر على الجزء المسئول في الدماغ عن التحكم في نبض القلب والتنفس.
وكثيرًا ما تُستخدم جراحة المخ الاستئصالية كأداة بحثية في علم دراسة الأعصاب. على سبيل المثال، باستئصال أجزاء معينة من المخ وملاحظة التغيرات التي تطرأ على الحيوانات الخاضعة للاختبارات السلوكية، يمكن استنباط وظائف الأجزاء التي أُزيلت.
يُستخدم الاستئصال التجريبي في الأبحاث التي تُجرى على الحيوانات. يعد إجراء مثل تلك الأبحاث على البشر أمرًا غير أخلاقي بسبب التأثيرات التي لا يمكن تغييرها والأضرار التي يمكن أن تحدث بسبب الإصابات واستئصال أنسجة المخ. على الرغم من ذلك، يمكن ملاحظة هذه التأثيرات الناتجة عن آفات الدماغ (والتي تحدث بسبب الحوادث أو الأمراض) والتي تطرأ على السلوك للوصول إلى استنتاجات بخصوص وظائف الأجزاء المختلفة للمخ.

## الاستخدامات

### مرض باركنسون
يُشخَّص مرض باركنسون في منطقة العقد القاعدية، فهو مرض تنكسي تدريجي. ويتسم هذا المرض من الناحية المرضية بفقدان الخلايا الدوبامينية للمادة السوداء، الجزء المكتنز. واستُخدمت الجراحة الاستئصالية لعلاج مرض باركنسون. في التسعينيات من القرن العشرين أصبحت الشاحبة هدفًا جراحيًا شائعًا. يحسن بضْع الكرة الشاحبة من جانب واحد من الرعاش وخلل الحركة على أحد جانبي الجسم (المعاكس للجانب الذي أجريت به الجراحة الدماغية)، ولكن وجد أن بضْع الكرة الشاحبة من الجانبين يؤدي إلى تدهور لا يمكن علاجه في الحوار والاستعراف. وهناك اتجاهان جراحيان يتطوران سريعًا فيما يتعلق بمرض باركنسون مثل تحفيز الدماغ العميق والعلاجات الاستصحاحية. ويعد المهاد هدفًا محتملاً آخر لعلاج الرعاش؛ وذلك في بعض البلاد وكذلك النواة تحت المهاد بالرغم من عدم حدوث ذلك في الولايات المتحدة ويرجع السبب وراء ذلك إلى خطورة الآثار الجانبية لهذه الجراحة. وبوجه عام يُفضل إجراء جراحة تحفيز الدماغ العميق بالنسبة للاستئصال إذ أن لها نفس التأثير ويمكن تعديلها وتصحيحها. ولكن بالنسبة للمرضى الذين لا يمكن علاجهم بتحفيز الدماغ العميق، فإن استئصال النواة تحت المهاد لديهم يعد عملية آمنة وفعالة. ولكن تحفيز الدماغ العميق لا يلائم بعض المرضى. يعد المرضى الذين يعانون من نقص المناعة مثالاً على الحالات التي لا يمكن علاجها بعملية تحفيز الدماغ العميق. ولكن التكلفة تعد أحد الأسباب الرئيسة التي تكمن وراء عدم إجراء عملية تحفيز الدماغ العميق في كثير من الأحيان. ونظرًا لتكلفتها الباهظة، لا يمكن إجراء تحفيز الدماغ العميق في المناطق الفقيرة بالعالم. وفي مثل هذه الظروف، تنشأ الإصابة الدائمة في النواة تحت المهاد حيث تكون العملية الجراحية أكثر ملاءمة. وتُجرى العملية الجراحية على الجانب غير المهيمن من الدماغ؛ وقد تُفضل الإصابة لتجنب استبدال منظم ضربات القلب مرات عديدة. والأكثر من ذلك، فالمرضى الذين تحسنوا نتيجة التحفيز دون أي آثار جانبية ويحتاجون إلى تغيير منظم ضربات قلب قد يتعرضون لإصابة في نفس الموضع. تعمل معاملات التحفيز كدليل على الحجم المفضل للإصابة. وقد تطورت أساليب جديدة لتحديد الجزء من الدماغ المفترض تدميره، مثل التخطيط الكهربائي الدقيق.
وقد مثل ظهور تحفيز الدماغ العميق تطورًا ملحوظًا في علاج مرض باركنسون. ويمكن استغلال تحفيز الدماغ العميق في إدارة علاج الرعاش المستعصي أو التعقيدات الحركية المرتبطة بالعلاج وقد تتراوح نسبة المستفيدين من هذا الأسلوب بين 4,5% و20% من المرضى في بعض مراحل المرض. يقترن تحفيز الدماغ العميق في كثير من الأحيان بتأثيرات سلوكية تشبه تلك التي تظهر مع علاج الإصابات الدماغية. ففي أستراليا يتولى فحص المرضى المصابين بداء باركنسون فرق متخصصة في تحفيز الدماغ العميق لتقييم الفوائد والمخاطر المحتملة المرتبطة بتحفيز الدماغ العميق بالنسبة لكل فرد. وتهدف هذه التوجيهات إلى مساعدة أطباء الأعصاب والأطباء العموم في تحديد المرضى الذين يمكنهم الاستفادة من إحالتهم إلى فريق تحفيز الدماغ العميق. ومن ضمن المؤشرات العامة التي تؤدي إلى الإحالة إلى فريق تحفيز الدماغ العميق التذبذبات الحركية أو الخلل الحركي أو أي منهما واللذين لا يمكن التحكم فيهما على نحو كاف بالعلاج الطبي الأمثل بطريقة مناسبة علاوة على الرعاش المقاوم للعلاج وعدم تحمل العلاج الطبي. ويوصى بالإحالة إلى فريق تحفيز الدماغ العميق مبكرًا بمجرد فشل العلاج الطبي الأمثل في تحقيق التحكم الملائم في الحركة.